# PFTA
PFTA – zwyczajowa nazwa Stowarzyszenia powołanego do życia pod koniec 2003 roku w celu popularyzacji pneumatycznego strzelectwa terenowego w Polsce.

## Historia
Obecnie Stowarzyszenie działa pod nazwą: Ogólnopolskie Stowarzyszenie Pneumatycznego Strzelectwa Terenowego "PFTA". Historia Stowarzyszenia sięga 2002 roku. Pierwsza próba jego oficjalnej rejestracji odbyła się pod koniec 2003 roku w Bydgoszczy. Niestety błędy formalne powielane przez kolejne Zarządy sprawiły, że pełna rejestracja w ewidencji stowarzyszeń (dokładniej: stowarzyszeń kultury fizycznej nieprowadzących działalności gospodarczej Urzędu m. st. Warszawy) nastąpiła dopiero 30 maja 2012 roku.
W 2004 roku PFTA zostało przyjęte do struktur międzynarodowej federacji World Field Target Federation (WFTF), która zrzesza obecnie ponad 30 organizacji narodowych z całego świata. PFTA jest także członkiem World Hunter Field Target Association (WHFTA) oraz European Field Target Federation (EFTF), którego jest także jednym z założycieli.
W sierpniu 2006 roku Polska była organizatorem Mistrzostw Świata Field Target, gdzie jej reprezentanci po raz drugi w swojej historii zajęli drużynowo III miejsce.
W sierpniu 2012 roku Polska była organizatorem Mistrzostw Europy Hunter Field Target, gdzie jej reprezentacji zdobyli tytuł drużynowych Mistrzów Europy HFT.
W sierpniu 2018 roku Polska po raz drugi była organizatorem Mistrzostw Świata Field Target.
W czerwcu 2019 roku była organizatorem Mistrzostw świata w strzelectwie pneumatycznym, gdzie polska drużyna zajęła I miejsce.

## Cele i środki działania
Celem Stowarzyszenia jest działalność w zakresie kultury fizycznej i sportu ukierunkowana na rzecz popularyzacji pneumatycznego strzelectwa terenowego w RP, w tym:
- propagowanie terenowej odmiany strzelectwa pneumatycznego,
- organizacja ogólnokrajowych zawodów w pneumatycznym strzelectwie terenowym w ramach Pucharu PFTA,
- wyłanianie spośród członków stowarzyszenia reprezentacji do udziału w zawodach międzynarodowych rangi mistrzostw Europy i Świata.

Stowarzyszenie realizuje swoje cele poprzez:
- współpracę z organami władzy RP każdego szczebla w zakresie popularyzacji informacji dotyczących strzelectwa pneumatycznego,
- współpracując i wymieniając się doświadczeniami z innymi stowarzyszeniami krajowymi i zagranicznymi,
- reprezentowanie członków stowarzyszenia na zewnątrz,
- przeprowadzanie zawodów strzeleckich oraz turniejów pokazowych,
- prowadzenie przedsięwzięć popularyzujących pneumatyczne strzelectwo terenowe.

## Puchar PFTA
Stowarzyszenie na bazie przepisów międzynarodowych opracowało regulaminy konkurencji strzelectwa terenowego, które są stale aktualizowane oraz na bazie których jest rozgrywany ogólnopolski cykl pucharowy zarządzany przez Stowarzyszenie (za jego poszczególne eliminacje odpowiedzialne są tzw. regiony współpracujące ze sobą w ramach Stowarzyszenia), który pozwala na wyłonienie reprezentacji narodowej na MŚ i ME w konkurencjach FT i HFT.
Puchar PFTA jest rozgrywany nieprzerwanie od 2006 roku i skupia wokół siebie strzelców z całego kraju uprawiających Field Target oraz Hunter Field Target. Od roku 2012 organizowany jest także cykl pucharowy w konkurencji Silhouette (pistolet i karabin), a od 2013 w konkurencji nHFT (nocna odmiana Hunter Field Target).
PFTA jest także patronem Międzynarodowych Mistrzostw Polski w pneumatycznym strzelectwie terenowym, które odbywają się nieprzerwanie od 2007 roku.